# Coupe de Chine 2010
Navigation
Édition précédente Édition suivante
La Coupe de Chine est une compétition internationale de patinage artistique qui se déroule en Chine au cours de l'automne. Elle accueille des patineurs amateurs de niveau senior dans quatre catégories: simple messieurs, simple dames, couple artistique et danse sur glace.
La huitième Coupe de Chine est organisée du 4 au 7 novembre 2010 au palais omnisports de Pékin. Elle est la troisième compétition du Grand Prix ISU senior de la saison 2010/2011.

## Résultats

### Messieurs

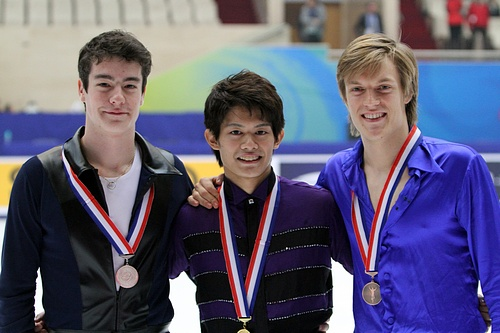
Podium des Messieurs

| Rang    | Nom             | Pays       | Points | Programme court | Programme court | Programme libre | Programme libre |
| ------- | --------------- | ---------- | ------ | --------------- | --------------- | --------------- | --------------- |
| 1       | Takahiko Kozuka | Japon      | 233.51 | 1               | 77.40           | 1               | 156.11          |
| 2       | Brandon Mroz    | États-Unis | 216.80 | 4               | 69.84           | 2               | 146.96          |
| 3       | Tomáš Verner    | Tchéquie   | 214.81 | 3               | 70.31           | 3               | 144.50          |
| 4       | Brian Joubert   | France     | 210.29 | 2               | 74.80           | 5               | 135.49          |
| 5       | Tatsuki Machida | Japon      | 200.95 | 7               | 66.78           | 6               | 134.17          |
| 6       | Samuel Contesti | Italie     | 198.84 | 9               | 60.60           | 4               | 138.24          |
| 7       | Ross Miner      | États-Unis | 197.13 | 6               | 67.10           | 8               | 130.03          |
| 8       | Guan Jinlin     | Chine      | 196.92 | 8               | 64.95           | 7               | 131.97          |
| 9       | Peter Liebers   | Allemagne  | 175.94 | 10              | 59.78           | 9               | 116.16          |
| 10      | Wu Jialiang     | Chine      | 172.56 | 11              | 57.76           | 10              | 114.80          |
| 11      | Chen Peitong    | Chine      | 150.69 | 12              | 54.85           | 11              | 95.84           |
| Abandon | Sergey Voronov  | Russie     |        | 5               | 68.70           |                 |                 |

### Dames

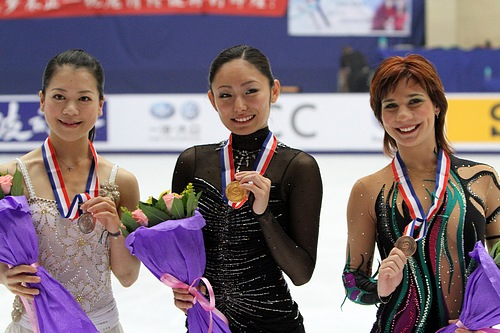
Podium des Dames

| Rang    | Nom                | Pays         | Points | Programme court | Programme court | Programme libre | Programme libre |
| ------- | ------------------ | ------------ | ------ | --------------- | --------------- | --------------- | --------------- |
| 1       | Miki Ando          | Japon        | 172.21 | 3               | 56.11           | 1               | 116.10          |
| 2       | Akiko Suzuki       | Japon        | 162.86 | 2               | 57.97           | 2               | 104.89          |
| 3       | Alena Leonova      | Russie       | 148.61 | 5               | 50.79           | 3               | 97.82           |
| 4       | Mirai Nagasu       | États-Unis   | 146.23 | 1               | 58.76           | 5               | 87.47           |
| 5       | Geng Bingwa        | Chine        | 142.48 | 4               | 51.09           | 4               | 91.39           |
| 6       | Amanda Dobbs       | États-Unis   | 132.45 | 7               | 46.73           | 6               | 85.72           |
| 7       | Joshi Helgesson    | Suède        | 131.40 | 6               | 48.83           | 7               | 82.57           |
| 8       | Kristine Musademba | États-Unis   | 119.45 | 8               | 40.80           | 8               | 78.65           |
| 9       | Kwak Min-jeong     | Corée du Sud | 113.98 | 9               | 38.83           | 9               | 75.15           |
| 10      | Diane Szmiett      | Canada       | 95.43  | 10              | 38.17           | 10              | 57.26           |
| Abandon | Zhu Qiuying        | Chine        |        | 11              | 35.61           |                 |                 |

### Couples

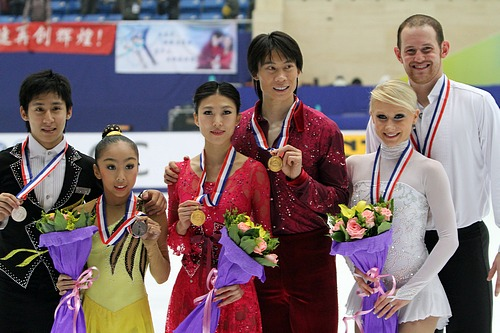
Podium des couples artistiques

| Rang | Nom                                     | Pays       | Points | Programme court | Programme court | Programme libre | Programme libre |
| ---- | --------------------------------------- | ---------- | ------ | --------------- | --------------- | --------------- | --------------- |
| 1    | Pang Qing / Tong Jian                   | Chine      | 177.50 | 1               | 60.62           | 1               | 116.88          |
| 2    | Sui Wenjing / Han Cong                  | Chine      | 171.47 | 2               | 59.58           | 2               | 111.89          |
| 3    | Caitlin Yankowskas / John Coughlin      | États-Unis | 166.72 | 3               | 57.86           | 3               | 108.86          |
| 4    | Lubov Iliushechkina / Nodari Maisuradze | Russie     | 162.09 | 4               | 55.85           | 4               | 106.24          |
| 5    | Amanda Evora / Mark Ladwig              | États-Unis | 151.66 | 5               | 51.46           | 5               | 100.20          |
| 6    | Nicole Della Monica / Yannick Kocon     | Italie     | 145.21 | 6               | 49.81           | 6               | 95.40           |
| 7    | Dong Huibo / Wu Yiming                  | Chine      | 123.93 | 7               | 46.05           | 7               | 77.88           |
| 8    | Kaleigh Hole / Adam Johnson             | Canada     | 115.15 | 8               | 43.02           | 8               | 72.13           |

### Danse sur glace

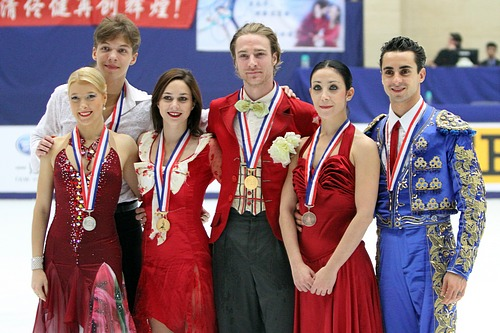
Podium de la danse sur glace

| Rang | Nom                                 | Pays       | Points | Danse courte | Danse courte | Danse libre | Danse libre |
| ---- | ----------------------------------- | ---------- | ------ | ------------ | ------------ | ----------- | ----------- |
| 1    | Nathalie Péchalat / Fabian Bourzat  | France     | 159.59 | 1            | 64.12        | 1           | 5.47        |
| 2    | Ekaterina Bobrova / Dmitri Soloviev | Russie     | 145.39 | 3            | 55.85        | 2           | 89.54       |
| 3    | Federica Faiella / Massimo Scali    | Italie     | 139.52 | 2            | 57.21        | 3           | 82.31       |
| 4    | Nóra Hoffmann / Maxim Zavozin       | Hongrie    | 130.82 | 4            | 52.69        | 4           | 78.13       |
| 5    | Huang Xintong / Zheng Xun           | Chine      | 124.60 | 5            | 49.70        | 6           | 74.90       |
| 6    | Madison Hubbell / Keiffer Hubbell   | États-Unis | 120.95 | 8            | 44.47        | 5           | 76.48       |
| 7    | Kharis Ralph / Asher Hill           | Canada     | 119.51 | 6            | 48.10        | 7           | 71.41       |
| 8    | Yu Xiaoyang / Wang Chen             | Chine      | 114.46 | 7            | 45.33        | 8           | 69.13       |
| 9    | Guan Xueting / Wang Meng            | Chine      | 105.91 | 9            | 40.19        | 9           | 65.72       |
| 10   | Isabella Cannuscio / Ian Lorello    | États-Unis | 101.83 | 10           | 38.34        | 10          | 63.49       |

## Sources
- Résultats de la Coupe de Chine 2010 sur le site de l'ISU
- Patinage Magazine N°125 (Janvier/Février 2011)